# Sân bay Sultan Mahmud Badaruddin II
Sân bay Sultan Mahmud Badaruddin II là một sân bay ở Palembang, Indonesia (IATA: PLM, ICAO: WIPP). Sân bay này có 1 đường băng dài 2500 m rải asphalt.

## Các hãng hàng không và các tuyến điểm
- AirAsia (Kuala Lumpur, Johor Bahru)
  - Indonesia AirAsia (Jakarta)
- Batavia Air (Jakarta)
- Garuda Indonesia (Jakarta)
- Lion Air (Jakarta)
- Merpati Nusantara Airlines (Batam)
- Singapore Airlines
  - SilkAir (Singapore)
- Sriwijaya Air (Jakarta, Pangkalpinang)
- Wings Air (Jakarta)